# 聖フランチェスコの法悦 (ヴァン・ダイク)
『聖フランチェスコの法悦』（せいフランチェスコのほうえつ、西: San Francisco de Asís en éxtasis、英: Saint Francis of Assisi in Ecstasy）は、フランドルのバロック期の巨匠アンソニー・ヴァン・ダイクがキャンバス上に油彩で描いた絵画で、フランシスコ会の創始者であるアッシジの聖フランチェスコを描いている。画家が第1次イギリス滞在およびイタリア滞在を経て、故郷アントウェルペンで活動していた時期 (1627-1632年) の作品とみなされる。1651年にロンドンでフエンサルダーニャ (Fuensaldaña) 伯爵が購入したが、後にカルロス2世が取得したことによりスペインの王室コレクションに入り、1834年以来、マドリードのプラド美術館に所蔵されている。

## 作品

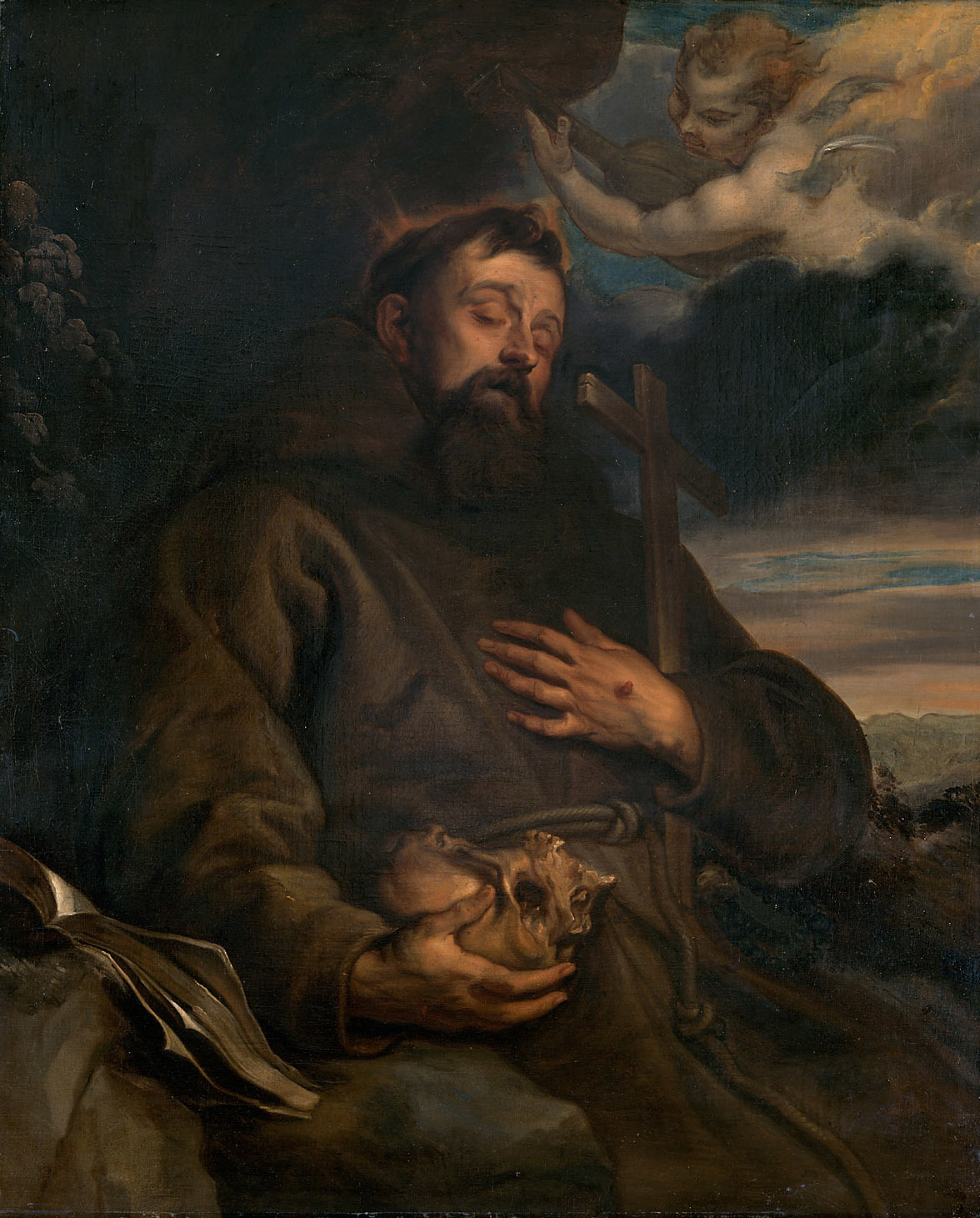
ヴァン・ダイク『聖フランチェスコの法悦』 (1630-1632年)、美術史美術館、ウィーン

聖フランチェスコは1181年にアッシジに生まれた。もともと裕福な商人の息子であったが、財産の相続を放棄し、信仰の道に入った。1224年、彼は聖痕を受ける奇跡を経験し、イエス・キリストと同じ傷を持った。
本作の聖フランチェスコは粗い生地の衣に「清貧・純潔・奉仕」を象徴する結び目をつけた荒縄を帯代わりに巻き、両手の甲と胸の下に聖痕を見せている。岩にもたれ、目を閉じた聖人は、胸に当てた左手の手首で十字架を抱え、右手に頭蓋骨を支えている。彼は、死やキリストについて瞑想しているようである。画面下部左端にある聖書、右奥に広がる荒野の風景、薄赤く染まった雲が浮かぶ夜明け、あるいは日没の空は昼夜を問わない厳しい修行生活を暗示する。上空からは楽器を奏でる天使が舞い降り、瞑想のうちに天上の音楽を聴く聖人の法悦の状態が示されている。
法悦状態で天使の音楽を聴く聖フランチェスコの図像は、彼の伝記『(聖フランチェスコの) 小さき花』などを通じてよく知られた逸話に典拠を持つと考えられ、対抗宗教改革期に人気を博した。本作の図像には、フランチェスコ・ヴァンニらイタリアの画家たちの油彩に先駆となる作品があり、ヴァンニの作品はアゴスティーノ・カラッチらの版画を通して、その構図が普及していた。ヴァン・ダイクもそれを目にする機会を得たに違いない。このような作例がヴァン・ダイクの本作の着想源になった可能性が指摘されている。
この絵画は同時代の画家たちが好んだ明暗のドラマチックな対比を控え、モノトーンに近い色調でまとめており、それが大きな特徴といえる。また、聖人の表情や大きな手が強い印象を残すのに対し、天使は半ば幻影のようにおぼろげに捉えられている。この絵画では、聖フランチェスコが内面で経験している神秘の出来事を物語ることに表現の焦点が当てられているのである。
なお、ウィーンの美術史美術館にも同主題作があり、ウィーンの作品をオリジナルとみなし、プラド美術館の本作は工房の複製とみなす研究者が多いが、逆の見解もある。